# Xanthorrachis assamensis
Xanthorrachis assamensis är en tvåvingeart som beskrevs av Hardy 1973. Xanthorrachis assamensis ingår i släktet Xanthorrachis och familjen borrflugor. Inga underarter finns listade i Catalogue of Life.